# 오사카 메트로 난코 포트타운선
오사카 메트로 난코 포트타운 선(일본어: 南港ポートタウン線)은 일본의 오사카시 고속 전기궤도가 운영하는 신교통 시스템 노선이다. 일본 오사카부 오사카시 스미노에구에 있는 코스모스퀘어 역과 스미노에코엔 역을 잇는다. 흔히 뉴트램(ニュートラム)이라는 애칭으로 많이 불린다. 노선 색은 짙은 하늘색■이다.
오사카 남항과 항구 인근에 조성된 주택 단지인 포트 타운, 페리 터미널, 아시아 태평양 트레이드 센터, 오사카 월드 트레이드 센터 빌딩, 인텍스 오사카 등 주거 시설과 해운 교통 요충지, 상업 지구의 교통 편의를 목적으로 건설되었다.

## 개요
오사카 남항·사키스에 만들어진 주택단지 난코 포트타운이나 페리 터미널로의 교통 수단으로서 1981년(쇼와 56년) 3월 16일에 스미노에 공원역-나카후두역간이 개업했다. 고베 신교통 포트 아일랜드선(포트 라이너)에 이은 일본에서 2번째의 본격적인 AGT의 노선으로, 공영 교통(지방 공영 기업인 교통국)의 AGT 노선으로서는 최초이며, 2008년(2008년) ) 3월에 도쿄도 교통국의 닛포리·토네리 라이너가 개업할 때까지는 공영 교통에 의한 유일한 AGT 노선이었다.
당 노선은 지하철과 마찬가지로 오사카 메트로가 직접 운영하는 AGT 노선이다. 운임체계도 지하철 노선과 일체화되어 있으며, 양단역은 Osaka Metro의 지하철 노선과 개찰구 내에서 환승할 수 있다(운임액은 「오사카시 고속전기궤도#운임」을 참조).
모든 역이 개업시부터 홈 도어 설치의 섬식 홈 1면 2선(정차시는 종점역 이외는 진행 방향으로부터 향해 우측의 문이 열린다)가 되고 있다.
역 구내 안내 표시판의 안내 표기는 개업 당시부터 '뉴트램'으로 통일되어 있다. 오사카시 교통국 시대 말기에 갱신된 안내 표시에서는 「난코 포트 타운선」으로 변경되고 있어, 지하철 환승 방송에서는 2014년 3월경부터 「뉴트램 난코 포트 타운선은 환승입니다」라고 방송이 변경되었습니다. 그 후, Osaka Metro로 이행했을 때에 안내 표기·방송 모두 「뉴트램」에 되돌려지고 있다.
역에 의해, 열차 발착 안내가 개업시부터의 반전 플랩식 표시의 것이나, 1997년 OTS 개업시에 LED 표시의 것으로 변경되고 있는 것과 통일되어 있지 않았지만, 2012년 3월부터, 칼라 LED식 발착 안내 표시기에 전역에서 교환되었다.

### 노선 데이터
- 관할·노선거리(영업킬로)：전장 7.9 km
- 오사카시 고속 전기 궤도(제2종 철도 사업)·오사카 항 트랜스포트 시스템(제3종 철도 사업)
- 코스모 스퀘어 역 - 트레이드 센터 마에 역 사이 0.6 km
- 오사카시 고속 전기 궤도(궤도 사업)
- 트레이드센터마에역 - 나카후두역간 0.7 km
- 페리 터미널 역 - 스미노에 공원 역 사이 3.9 km
- 오사카시 고속 전기 궤도(제1종 철도 사업)
- 나카후두역-페리터미널역 2.7 km
- 안내 궤조：측방 안내식
- 역수:10역(기종점역 포함)
- 복선 구간: 전선
- 전기 방식：삼상 교류 600 V・60 Hz(측방 접촉식・삼선 강체 가선 방식)
- 나카후두역간 - 스미노에 공원역간(초기부터 난코 포트타운선으로 개업한 구간)
- 최대 경사 본선：25 ‰・차고선：70 ‰
- 최소 곡선 반경 본선：75 m・차고선：25 m
- 코스모 스퀘어역 - 나카후두역간(OTS 뉴트램 테크노포트선으로 개업한 구간)
- 최대 기울기: 43 ‰
- 최소 곡선 반경: 100m
- 최고 속도: 55km/h
- 홈 유효 길이: 50m
- 최대 정차 차량 수 : 6량(현재는 4량으로 운행)

### 운영 주체와 운행 방식
대부분의 구간은 오사카시 고속 전기궤도가 운영하고 있으나, 1997년에 개통된 구간 중 코스모스퀘어 역과 트레이드 센터앞 역 사이는 오사카시 고속 전기궤도와 오사카항 트랜스포트 시스템이 공동으로 운영을 맡고 있다. 기본적으로 무인 운전 방식을 채택하고 있으나, 1993년에 스미노에코엔 역에서 발생한 폭주 사고와 2006년에 같은 신교통 계통의 유리카모메가 일으킨 차륜 탈락 사고를 전후해서는 유인 운전 방식으로 운행하기도 했다.

## 역사
- 1981년 3월 16일: 나카후토 ~ 스미노에코엔 구간 개통
- 1991년 10월 20일: 무인으로 운행 개시
- 1993년 10월 5일: 스미노에코엔역에서 폭주사고 발생, 운행 휴지
- 1993년 11월 19일: 유인으로 운행을 재개시
- 1997년 10월 31일 ~ 12월 17일: 운행 휴지
- 1997년 12월 18일: OTS 뉴트램 테크노 포트선(코스모스퀘어 ~ 나카후토 구간)의 개통과 함께 직결 운행 개시
- 2000년 2월 20일: 무인으로 운행 재개시
- 2005년 7월 1일: OTS 뉴트램 테크노 포트선 편입

## 차량

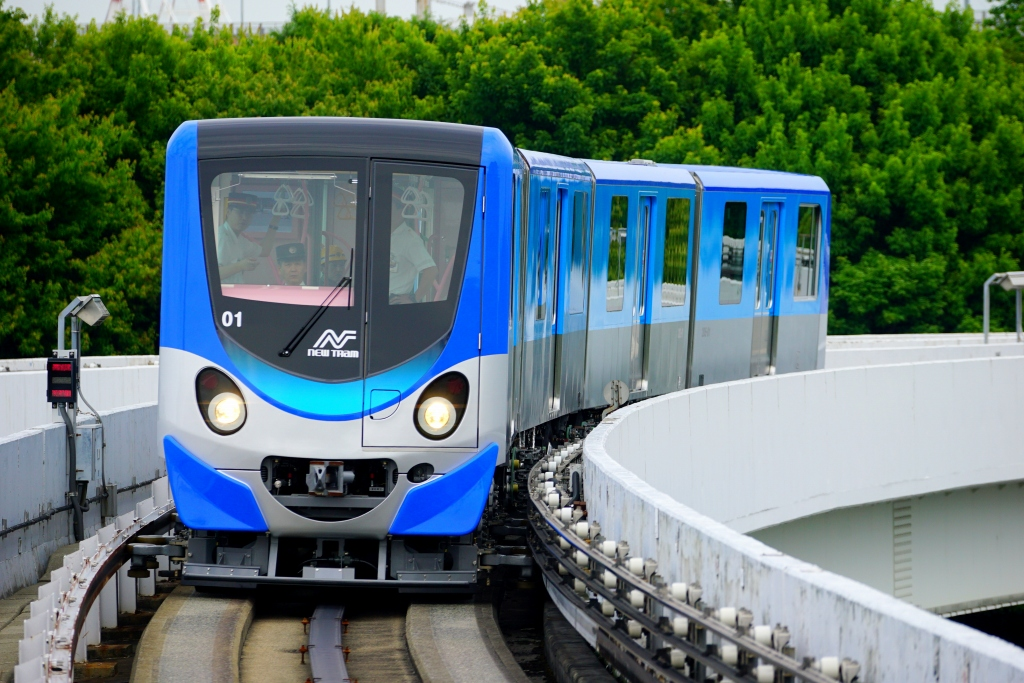
200계

- 200계

### 과거 차량

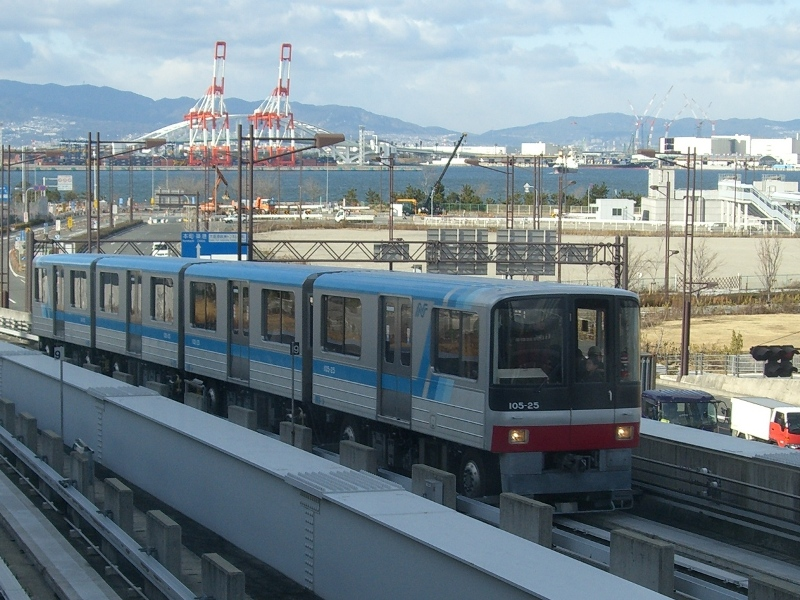
100A계

- 100A계

## 역 목록
| 역 번호 | 역 이름           | 일본어 이름        | 거리 (km) | 접속 노선   | 소재지                       |
| ------- | ----------------- | ------------------ | --------- | ----------- | ---------------------------- |
| P09     | 코스모스퀘어      | コスモスクエア     | 0.0       | 주오 선     | 오사카부 오사카시 스미요시구 |
| P10     | 트레이드 센터마에 | トレードセンター前 | 0.6       |             | 오사카부 오사카시 스미요시구 |
| P11     | 나카후토          | 中ふ頭             | 1.3       |             | 오사카부 오사카시 스미요시구 |
| P12     | 포트 타운 니시    | ポートタウン西     | 2.0       |             | 오사카부 오사카시 스미요시구 |
| P13     | 포트 타운 히가시  | ポートタウン東     | 2.5       |             | 오사카부 오사카시 스미요시구 |
| P14     | 페리 터미널       | フェリーターミナル | 4.0       |             | 오사카부 오사카시 스미요시구 |
| P15     | 난코히가시        | 南港東             | 4.8       |             | 오사카부 오사카시 스미요시구 |
| P16     | 난코구치          | 南港口             | 5.4       |             | 오사카부 오사카시 스미요시구 |
| P17     | 히라바야시        | 平林               | 6.7       |             | 오사카부 오사카시 스미요시구 |
| P18     | 스미노에코엔      | 住之江公園         | 7.9       | 요쓰바시 선 | 오사카부 오사카시 스미요시구 |